# Eduardo Barrio
Eduardo Barrio (nacido en Rosario el 5 de febrero de 1951) es un exfutbolista argentino. Se desempeñaba en el puesto de arquero y debutó en Rosario Central, club con el que fue campeón de Primera División en 1971.

## Carrera
Siendo un juvenil, tuvo su oportunidad de jugar en primera durante una huelga de los futbolistas profesionales en noviembre de 1971, mientras se disputaba el Campeonato Nacional. Fue titular en los tres encuentros que se jugaron mientras duró la huelga, recibiendo 5 goles, aunque Rosario Central ganó los tres partidos (4-2 a Racing Club, 2-1 a Vélez Sarsfield y 6-2 a Boca Juniors). El torneo terminó con la coronación canalla, al vencer a San Lorenzo de Almagro en la final.

## Clubes
| Club            | País      | Año  |
| --------------- | --------- | ---- |
| Rosario Central | Argentina | 1971 |

## Palmarés
| Título           | Equipo          | País      | Año    |
| ---------------- | --------------- | --------- | ------ |
| Primera División | Rosario Central | Argentina | N-1971 |